# Blootland

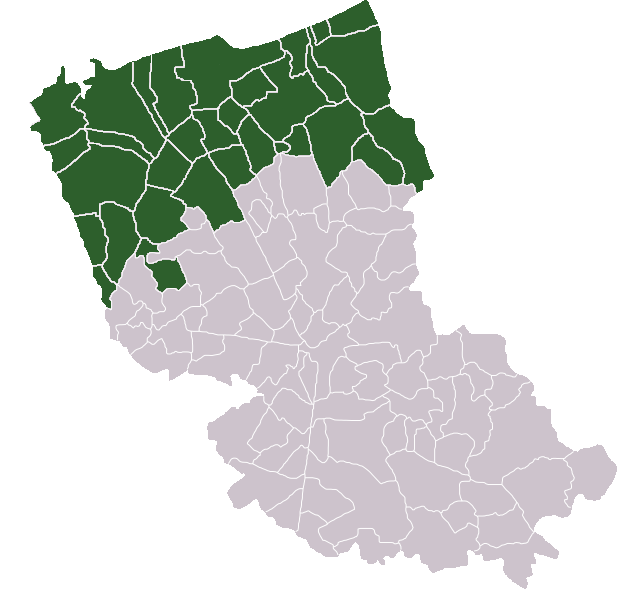
Gemeenten die volledig of met de hoofdplaats in het fysisch-geografische Blootland liggen

Het Blootland is een fysisch-geografisch gebied in de Franse Westhoek, in het Franse Noorderdepartement, gelegen tussen de Frans-Vlaamse Opaalkust (Côte d'Opale) en het Houtland.
Het Blootland kenmerkt zich door een vlak en open polderlandschap, hetgeen ook de verklaring is voor de naam. Het gebied wordt aan de Belgische kant van de Schreve voortgezet als de West-Vlaamse polders. Het landbouwareaal wordt gedomineerd door de akkerbouw, met als belangrijkste gewassen suikerbiet, tarwe en koolzaad. Aan de kust bevindt zich de agglomeratie van Duinkerke, die omwille van haar stedelijkheid in landschappelijk opzicht sterk afwijkt van het Blootland, maar er fysisch-geografisch wel toe behoort.
Belangrijke plaatsen in het gebied zijn:
- Broekburg (Bourbourg)
- Grevelingen (Gravelines)
- Hondschote (Hondschoote)
- Sint-Winoksbergen (Bergues)